# Liste des préfixes des opérateurs de téléphonie mobile en France
 (mai 2025).
 (mai 2025).
Un numéro de téléphone mobile en France se compose de 10 chiffres, dont:
- Les préfixes 06 et 07 indiquent qu’il s’agit d’un numéro mobile,
- Les 4 chiffres ABPQ sont attribués sous forme de blocs aux opérateurs (par exemple: 1, ou 5245),
- En fonction du bloc attribué, les chiffres suivants permettent d’identifier individuellement les abonnés.

## Attribution
Ces blocs sont attribués par l’autorité en charge de la régulation des télécommunications en France, l'Arcep (Autorité de régulation des communications électroniques, des postes et de la distribution de la presse). Les blocs sont attribués pour une période donnée (en général 20 ans) et peuvent changer de titulaire. Ces attributions peuvent être prolongées ou transférées à un autre opérateur.
Tous les blocs ne sont pas forcément attribués. Certains sont réservés à des usages spécifiques (comme le réacheminement) ou ne sont pas encore ouverts à l’attribution. L’Arcep attribue des blocs pour la France métropolitaine ainsi que pour les territoires d’outre-mer, chacun disposant de son propre indicatif téléphonique. Un bloc attribué à une région n’est pas disponible dans une autre, même si les indicatifs sont différents. Par exemple, le bloc 06 94 attribué à la Guyane n’existe qu’avec l’indicatif +594, et non avec +262 ou +33.

## Portabilité
Avec la portabilité des numéros, l’opérateur d’un abonné peut être différent de celui auquel était initialement attribué le préfixe. L’opérateur associé à un numéro dépend donc de la date d’attribution du bloc, et ne correspond qu’au premier opérateur qui a reçu ce numéro.

## Numéros en 07
Les numéros commençant par 07 sont utilisés depuis le 3 mai 2010 pour faire face à la pénurie de numéros en 06. En janvier 2009, l’Arcep annonçait qu’il restait moins de 10% des 100 millions de combinaisons possibles avec le préfixe 06. L’augmentation du nombre d’utilisateurs de téléphonie mobile et le développement des objets connectés utilisant des cartes SIM ont conduit à l’ouverture progressive de la plage commençant par 07.
Le 25 avril 2012, l’Arcep a proposé, dans une consultation publique, de réserver la tranche 07 00 aux objets communicants. Ces numéros comportent 14 chiffres en métropole et 13 chiffres dans les départements et territoires d’outre-mer.

## Listes des numéros
Les listes disponibles répertorient, à la date du 19 mai 2025, les préfixes des numéros de téléphones mobiles attribués par l’Arcep en France métropolitaine et d’outre-mer,,,. Ces préfixes sont attribués aux opérateurs de téléphonie mobile ainsi qu’à certains opérateurs virtuels dits full MVNO et MVNE. Ces derniers doivent disposer d’un cœur de réseau, notamment d’une base de données appelée HLR (Home Location Register), qui permet d’associer les numéros de téléphone à l’identifiant IMSI des cartes SIM correspondantes.
L’Arcep met à disposition un outil permettant de retrouver l’opérateur affectataire d’un bloc de numérotation en fonction du préfixe d’un numéro.
Les autres MVNO utilisent les préfixes des opérateurs hôtes ou des MVNE avec lesquels ils ont passé un accord, et ne possèdent donc pas forcément leurs propres blocs. Les opérateurs de boîtiers radio ne sont pas inclus dans ces listes.
En cas de portabilité ou d’attribution antérieure à la date indiquée, l’opérateur réel peut être différent de celui mentionné, sauf prorogation ou reprise du bloc.
Les numéros potentiellement attribuables comprennent toutes les combinaisons en 06 et, pour les numéros en 07, les plages allant de 07 3 à 07 9.

### Les numéros mobiles de routage
| Préfixe | Abréviation | Opérateur        | Propriétaire         | Date d'attribution | Décision de l'Arcep [PDF] |
| ------- | ----------- | ---------------- | -------------------- | ------------------ | ------------------------- |
| 06000   | FRMO        | Free Mobile      | Iliad                | 23/02/2010         | 10-0262                   |
| 06001   | FRTE        | Orange           | Orange               | 01/01/2017         | 16-1702                   |
| 06002   | SFR0        | SFR              | Altice France        | 08/12/2011         | 11-1436                   |
| 06003   | BOUY        | Bouygues Telecom | Bouygues Telecom     | 04/02/2003         | 23-0114                   |
| 060040  | ZEMO        | Zeop Mobile      | Zeop                 | 01/05/2017         | 17-0431                   |
| 060041  | FRTE        | Orange           | Orange               | 01/10/2023         | 23-1911                   |
| 060042  | BUYC        | Digicel          | Digicel Group        | 14/06/2005         | 05-0530                   |
| 060043  | DAUF        | Dauphin Telecom  | Dauphin Telecom      | 14/06/2005         | 05-0531                   |
| 060044  | OUTR        | Outremer Telecom | Altice France        | 14/06/2005         | 05-0532                   |
| 060047  | GLOA        | Globaltel        |                      | 24/09/2020         | 22-1841                   |
| 060051  | FRTE        | Orange           | Orange               | 01/01/2017         | 16-1702                   |
| 060053  | MAOR        | Maore Mobile     |                      | 01/10/2019         | 21-2033                   |
| 060054  | TELC        | Telco OI         | Iliad & Groupe Axian | 25/06/2015         | 15-0670                   |
| 060055  | TELC        | Telco OI         | Iliad & Groupe Axian | 20/10/2016         | 16-1326                   |
| 06006   | FRMO        | Free Mobile      | Iliad                | 23/02/2010         | 10-0262                   |
| 06007   | SFR0        | SFR              | Altice France        | 08/12/2011         | 11-1436                   |
| 06008   | FRTE        | Orange           | Orange               | 01/01/2017         | 16-1702                   |
| 06009   | BOUY        | Bouygues Telecom | Bouygues Telecom     | 07/10/2003         | 23-2163                   |
| 070846  | SPMT        | SPM Telecom      | Orange               | 12/02/2024         | 24-0307                   |

### Les numéros mobiles en 06
| Préfixe                    | Opérateur                                                          | Réseau                                                             | Date d'attribution                                                 | Décision de l'Arcep [PDF]                                 | Autres Informations |
| -------------------------- | ------------------------------------------------------------------ | ------------------------------------------------------------------ | ------------------------------------------------------------------ | --------------------------------------------------------- | --- |
| 06 01 0                    | SFR (Altice France)                                                | SFR                                                                | 8 décembre 2011                                                    | 11-1436                                                   | |
| 06 01 1                    | SFR (Altice France)                                                | SFR                                                                | 8 décembre 2011                                                    | 11-1436                                                   | |
| 06 01 2                    | SFR (Altice France)                                                | SFR                                                                | 8 décembre 2011                                                    | 11-1436                                                   | |
| 06 01 3                    | SFR (Altice France)                                                | SFR                                                                | 8 décembre 2011                                                    | 11-1436                                                   | |
| 06 01 4                    | SFR (Altice France)                                                | SFR                                                                | 8 décembre 2011                                                    | 11-1436                                                   | |
| 06 01 5                    | SFR (Altice France)                                                | SFR                                                                | 8 décembre 2011                                                    | 11-1436                                                   | |
| 06 01 60                   | SFR (Altice France)                                                | SFR                                                                | 8 décembre 2011                                                    | 11-1436                                                   | |
| 06 01 61                   | SFR (Altice France)                                                | SFR                                                                | 8 décembre 2011                                                    | 11-1436                                                   | |
| 06 01 62                   | SFR (Altice France)                                                | SFR                                                                | 8 décembre 2011                                                    | 11-1436                                                   | |
| 06 01 63                   | La Poste Mobile (Bouygues Telecom)                                 | SFR                                                                | 6 septembre 2021                                                   | 23-1853                                                   | |
| 06 01 64                   | SFR (Altice France)                                                | SFR                                                                | 8 décembre 2011                                                    | 11-1436                                                   | |
| 06 01 65                   | SFR (Altice France)                                                | SFR                                                                | 8 décembre 2011                                                    | 11-1436                                                   | |
| 06 01 66                   | SFR (Altice France)                                                | SFR                                                                | 8 décembre 2011                                                    | 11-1436                                                   | |
| 06 01 67                   | SFR (Altice France)                                                | SFR                                                                | 8 décembre 2011                                                    | 11-1436                                                   | |
| 06 01 68                   | Nexera                                                             |                                                                    | 1er juillet 2021                                                   | 23-1278                                                   | |
| 06 01 69                   | SFR (Altice France)                                                | SFR                                                                | 8 décembre 2011                                                    | 11-1436                                                   | |
| 06 01 70                   | SCT                                                                | SFR / Orange / Bouygues Telecom                                    | 1er juin 2021                                                      | 23-1332                                                   | |
| 06 01 71                   | Coriolis Télécom (Altice France)                                   | SFR                                                                | 5 juillet 2021                                                     | 23-1386                                                   | |
| 06 01 72                   | Coriolis Télécom (Altice France)                                   | SFR                                                                | 5 juillet 2021                                                     | 23-1386                                                   | |
| 06 01 73                   | La Poste Mobile (Bouygues Telecom)                                 | SFR                                                                | 6 septembre 2021                                                   | 23-1853                                                   | |
| 06 01 74                   | La Poste Mobile (Bouygues Telecom)                                 | SFR                                                                | 6 septembre 2021                                                   | 23-1853                                                   | |
| 06 01 75                   | La Poste Mobile (Bouygues Telecom)                                 | SFR                                                                | 6 septembre 2021                                                   | 23-1853                                                   | |
| 06 01 76                   | Prixtel (Altice France)                                            | SFR                                                                | 31 janvier 2019                                                    | 20-1545                                                   | |
| 06 01 77                   | Prixtel (Altice France)                                            | SFR                                                                | 31 janvier 2019                                                    | 20-1545                                                   | |
| 06 01 78                   | Bouygues Telecom                                                   | Bouygues Telecom                                                   | 1er octobre 2024                                                   | 24-2129                                                   | |
| 06 01 79                   | Bouygues Telecom                                                   | Bouygues Telecom                                                   | 1er octobre 2024                                                   | 24-2129                                                   | |
| 06 01 8                    | SFR (Altice France)                                                | SFR                                                                | 8 décembre 2011                                                    | 11-1436                                                   | |
| 06 01 9                    | SFR (Altice France)                                                | SFR                                                                | 8 décembre 2011                                                    | 11-1436                                                   | |
| 06 02 0                    | Orange                                                             | Orange                                                             | 1er janvier 2017                                                   | 16-1702                                                   | |
| 06 02 1                    | Orange                                                             | Orange                                                             | 1er janvier 2017                                                   | 16-1702                                                   | |
| 06 02 2                    | Afone Participations (Altice France)                               | SFR                                                                | 23 février 2010                                                    | 10-0202                                                   | |
| 06 02 3                    | Afone Participations (Altice France)                               | SFR                                                                | 23 février 2010                                                    | 10-0202                                                   | |
| 06 02 4                    | Bouygues Telecom                                                   | Bouygues Telecom                                                   | 1er octobre 2024                                                   | 24-2129                                                   | |
| 06 02 50                   | Bouygues Telecom                                                   | Bouygues Telecom                                                   | 1er octobre 2024                                                   | 24-2129                                                   | |
| 06 02 51                   | Bouygues Telecom                                                   | Bouygues Telecom                                                   | 1er octobre 2024                                                   | 24-2129                                                   | |
| 06 02 52                   | Bouygues Telecom                                                   | Bouygues Telecom                                                   | 1er octobre 2024                                                   | 24-2129                                                   | |
| 06 02 53                   | Bouygues Telecom                                                   | Bouygues Telecom                                                   | 1er octobre 2024                                                   | 24-2129                                                   | |
| 06 02 54                   | Bouygues Telecom                                                   | Bouygues Telecom                                                   | 1er octobre 2024                                                   | 24-2129                                                   | |
| 06 02 55 0                 | Bouygues Telecom                                                   | Bouygues Telecom                                                   | 1er octobre 2024                                                   | 24-2129                                                   | |
| 06 02 55 1                 | Bouygues Telecom                                                   | Bouygues Telecom                                                   | 1er octobre 2024                                                   | 24-2129                                                   | |
| 06 02 55 2                 | Mint                                                               | Bouygues Telecom                                                   | 11 avril 2024                                                      | 24-0774                                                   | |
| 06 02 55 3                 | Bouygues Telecom                                                   | Bouygues Telecom                                                   | 1er octobre 2024                                                   | 24-2129                                                   | |
| 06 02 55 4                 | Bouygues Telecom                                                   | Bouygues Telecom                                                   | 1er octobre 2024                                                   | 24-2129                                                   | |
| 06 02 55 5                 | Bouygues Telecom                                                   | Bouygues Telecom                                                   | 1er octobre 2024                                                   | 24-2129                                                   | |
| 06 02 55 6                 | Bouygues Telecom                                                   | Bouygues Telecom                                                   | 1er octobre 2024                                                   | 24-2129                                                   | |
| 06 02 55 7                 | Bouygues Telecom                                                   | Bouygues Telecom                                                   | 1er octobre 2024                                                   | 24-2129                                                   | |
| 06 02 55 8                 | Bouygues Telecom                                                   | Bouygues Telecom                                                   | 1er octobre 2024                                                   | 24-2129                                                   | |
| 06 02 55 9                 | Bouygues Telecom                                                   | Bouygues Telecom                                                   | 1er octobre 2024                                                   | 24-2129                                                   | |
| 06 02 56                   | Bouygues Telecom                                                   | Bouygues Telecom                                                   | 1er octobre 2024                                                   | 24-2129                                                   | |
| 06 02 57 0                 | Hub One                                                            |                                                                    | 4 juin 2024                                                        | 24-1214                                                   | |
| 06 02 57 1                 | Bouygues Telecom                                                   | Bouygues Telecom                                                   | 1er octobre 2024                                                   | 24-2129                                                   | |
| 06 02 57 2                 | Bouygues Telecom                                                   | Bouygues Telecom                                                   | 1er octobre 2024                                                   | 24-2129                                                   | |
| 06 02 57 3                 | Bouygues Telecom                                                   | Bouygues Telecom                                                   | 1er octobre 2024                                                   | 24-2129                                                   | |
| 06 02 57 4                 | Bouygues Telecom                                                   | Bouygues Telecom                                                   | 1er octobre 2024                                                   | 24-2129                                                   | |
| 06 02 57 5                 | Bouygues Telecom                                                   | Bouygues Telecom                                                   | 1er octobre 2024                                                   | 24-2129                                                   | |
| 06 02 57 6                 | Bouygues Telecom                                                   | Bouygues Telecom                                                   | 1er octobre 2024                                                   | 24-2129                                                   | |
| 06 02 57 7                 | I-via                                                              |                                                                    | 4 juillet 2024                                                     | 24-1512                                                   | |
| 06 02 57 8                 | Bouygues Telecom                                                   | Bouygues Telecom                                                   | 1er octobre 2024                                                   | 24-2129                                                   | |
| 06 02 57 9                 | Bouygues Telecom                                                   | Bouygues Telecom                                                   | 1er octobre 2024                                                   | 24-2129                                                   | |
| 06 02 58                   | Bouygues Telecom                                                   | Bouygues Telecom                                                   | 1er octobre 2024                                                   | 24-2129                                                   | |
| 06 02 59                   | Bouygues Telecom                                                   | Bouygues Telecom                                                   | 1er octobre 2024                                                   | 24-2129                                                   | |
| 06 02 6                    | SFR (Altice France)                                                | SFR                                                                | 22 septembre 2016                                                  | 16-1218                                                   | |
| 06 02 7                    | SFR (Altice France)                                                | SFR                                                                | 13 octobre 2016                                                    | 16-1308                                                   | |
| 06 02 8                    | Syma (Altice France)                                               | SFR                                                                | 14 juin 2023                                                       | 23-1301                                                   | |
| 06 02 9                    | Syma (Altice France)                                               | SFR                                                                | 14 juin 2023                                                       | 23-1301                                                   | |
| 06 03                      | SFR (Altice France)                                                | SFR                                                                | 8 décembre 2011                                                    | 11-1436                                                   | |
| 06 04 0                    | Afone Participations (Altice France)                               | SFR                                                                | 6 septembre 2007                                                   | 07-0752                                                   | |
| 06 04 1                    | Afone Participations (Altice France)                               | SFR                                                                | 16 octobre 2008                                                    | 08-1165                                                   | |
| 06 04 2                    | e*Message                                                          |                                                                    | 22 juin 2017                                                       | 17-0771                                                   | |
| 06 04 3                    | e*Message                                                          |                                                                    | 22 juin 2017                                                       | 17-0771                                                   | |
| 06 04 4                    | Afone Participations (Altice France)                               | SFR                                                                | 31 mars 2009                                                       | 09-0318                                                   | |
| 06 04 5                    | SFR (Altice France)                                                | SFR                                                                | 8 décembre 2011                                                    | 11-1436                                                   | |
| 06 04 6                    | SFR (Altice France)                                                | SFR                                                                | 8 décembre 2011                                                    | 11-1436                                                   | |
| 06 04 7                    | SFR (Altice France)                                                | SFR                                                                | 8 décembre 2011                                                    | 11-1436                                                   | |
| 06 04 8                    | SFR (Altice France)                                                | SFR                                                                | 8 décembre 2011                                                    | 11-1436                                                   | |
| 06 04 9                    | SFR (Altice France)                                                | SFR                                                                | 8 décembre 2011                                                    | 11-1436                                                   | |
| 06 05 0                    | Bouygues Telecom                                                   | Bouygues Telecom                                                   | 1er octobre 2024                                                   | 24-2129                                                   | |
| 06 05 1                    | Bouygues Telecom                                                   | Bouygues Telecom                                                   | 1er octobre 2024                                                   | 24-2129                                                   | |
| 06 05 2                    | Bouygues Telecom                                                   | Bouygues Telecom                                                   | 1er octobre 2024                                                   | 24-2129                                                   | |
| 06 05 3                    | Bouygues Telecom                                                   | Bouygues Telecom                                                   | 1er octobre 2024                                                   | 24-2129                                                   | |
| 06 05 4                    | Bouygues Telecom                                                   | Bouygues Telecom                                                   | 1er octobre 2024                                                   | 24-2129                                                   | |
| 06 05 5                    | Lycamobile                                                         | Bouygues Telecom                                                   | 14 juin 2011                                                       | 11-0716                                                   | |
| 06 05 6                    | Lycamobile                                                         | Bouygues Telecom                                                   | 14 juin 2011                                                       | 11-0716                                                   | |
| 06 05 7                    | Lycamobile                                                         | Bouygues Telecom                                                   | 14 juin 2011                                                       | 11-0716                                                   | |
| 06 05 8                    | Lycamobile                                                         | Bouygues Telecom                                                   | 14 juin 2011                                                       | 11-0716                                                   | |
| 06 05 9                    | Lycamobile                                                         | Bouygues Telecom                                                   | 14 juin 2011                                                       | 11-0716                                                   | |
| 06 06 0                    | e*Message                                                          |                                                                    | 22 juin 2017                                                       | 17-0771                                                   | |
| 06 06 10                   | e*Message                                                          |                                                                    | 22 juin 2017                                                       | 17-0771                                                   | |
| 06 06 11                   | Non attribué ou non attribuable.                                   | Non attribué ou non attribuable.                                   | Non attribué ou non attribuable.                                   | Non attribué ou non attribuable.                          | |
| 06 06 12                   | Non attribué ou non attribuable.                                   | Non attribué ou non attribuable.                                   | Non attribué ou non attribuable.                                   | Non attribué ou non attribuable.                          | |
| 06 06 13                   | Non attribué ou non attribuable.                                   | Non attribué ou non attribuable.                                   | Non attribué ou non attribuable.                                   | Non attribué ou non attribuable.                          | |
| 06 06 14                   | Non attribué ou non attribuable.                                   | Non attribué ou non attribuable.                                   | Non attribué ou non attribuable.                                   | Non attribué ou non attribuable.                          | |
| 06 06 15                   | e*Message                                                          |                                                                    | 22 juin 2017                                                       | 17-0771                                                   | |
| 06 06 16                   | e*Message                                                          |                                                                    | 22 juin 2017                                                       | 17-0771                                                   | |
| 06 06 17                   | Non attribué ou non attribuable.                                   | Non attribué ou non attribuable.                                   | Non attribué ou non attribuable.                                   | Non attribué ou non attribuable.                          | |
| 06 06 18                   | Non attribué ou non attribuable.                                   | Non attribué ou non attribuable.                                   | Non attribué ou non attribuable.                                   | Non attribué ou non attribuable.                          | |
| 06 06 19                   | e*Message                                                          |                                                                    | 22 juin 2017                                                       | 17-0771                                                   | |
| 06 06 2                    | e*Message                                                          |                                                                    | 22 juin 2017                                                       | 17-0771                                                   | |
| 06 06 3                    | e*Message                                                          |                                                                    | 22 juin 2017                                                       | 17-0771                                                   | |
| 06 06 4                    | Afone Participations (Altice France)                               | SFR                                                                | 6 septembre 2007                                                   | 07-0752                                                   | |
| 06 06 5                    | Bouygues Telecom                                                   | Bouygues Telecom                                                   | 1er octobre 2024                                                   | 24-2129                                                   | |
| 06 06 6                    | Bouygues Telecom                                                   | Bouygues Telecom                                                   | 1er octobre 2024                                                   | 24-2129                                                   | |
| 06 06 7                    | Bouygues Telecom                                                   | Bouygues Telecom                                                   | 1er octobre 2024                                                   | 24-2129                                                   | |
| 06 06 8                    | Bouygues Telecom                                                   | Bouygues Telecom                                                   | 1er octobre 2024                                                   | 24-2129                                                   | |
| 06 06 9                    | Bouygues Telecom                                                   | Bouygues Telecom                                                   | 1er octobre 2024                                                   | 24-2129                                                   | |
| 06 07                      | Orange                                                             | Orange                                                             | 1er janvier 2017                                                   | 16-1702                                                   | |
| 06 08                      | Orange                                                             | Orange                                                             | 1er janvier 2017                                                   | 16-1702                                                   | |
| 06 09                      | SFR (Altice France)                                                | SFR                                                                | 8 décembre 2011                                                    | 11-1436                                                   | |
| 06 10                      | SFR (Altice France)                                                | SFR                                                                | 8 décembre 2011                                                    | 11-1436                                                   | |
| 06 11                      | SFR (Altice France)                                                | SFR                                                                | 8 décembre 2011                                                    | 11-1436                                                   | |
| 06 12                      | SFR (Altice France)                                                | SFR                                                                | 8 décembre 2011                                                    | 11-1436                                                   | |
| 06 13                      | SFR (Altice France)                                                | SFR                                                                | 8 décembre 2011                                                    | 11-1436                                                   | |
| 06 14                      | SFR (Altice France)                                                | SFR                                                                | 8 décembre 2011                                                    | 11-1436                                                   | |
| 06 15                      | SFR (Altice France)                                                | SFR                                                                | 8 décembre 2011                                                    | 11-1436                                                   | |
| 06 16                      | SFR (Altice France)                                                | SFR                                                                | 8 décembre 2011                                                    | 11-1436                                                   | |
| 06 17                      | SFR (Altice France)                                                | SFR                                                                | 8 décembre 2011                                                    | 11-1436                                                   | |
| 06 18                      | SFR (Altice France)                                                | SFR                                                                | 8 décembre 2011                                                    | 11-1436                                                   | |
| 06 19                      | SFR (Altice France)                                                | SFR                                                                | 8 décembre 2011                                                    | 11-1436                                                   | |
| 06 20                      | SFR (Altice France)                                                | SFR                                                                | 8 décembre 2011                                                    | 11-1436                                                   | |
| 06 21                      | SFR (Altice France)                                                | SFR                                                                | 8 décembre 2011                                                    | 11-1436                                                   | |
| 06 22                      | SFR (Altice France)                                                | SFR                                                                | 8 décembre 2011                                                    | 11-1436                                                   | |
| 06 23                      | SFR (Altice France)                                                | SFR                                                                | 8 décembre 2011                                                    | 11-1436                                                   | |
| 06 24                      | SFR (Altice France)                                                | SFR                                                                | 8 décembre 2011                                                    | 11-1436                                                   | |
| 06 25                      | SFR (Altice France)                                                | SFR                                                                | 8 décembre 2011                                                    | 11-1436                                                   | |
| 06 26                      | SFR (Altice France)                                                | SFR                                                                | 8 décembre 2011                                                    | 11-1436                                                   | |
| 06 27                      | SFR (Altice France)                                                | SFR                                                                | 8 décembre 2011                                                    | 11-1436                                                   | |
| 06 28 00                   | SFR (Altice France)                                                | SFR                                                                | 8 décembre 2011                                                    | 11-1436                                                   | |
| 06 28 01                   | SFR (Altice France)                                                | SFR                                                                | 8 décembre 2011                                                    | 11-1436                                                   | |
| 06 28 02                   | SFR (Altice France)                                                | SFR                                                                | 8 décembre 2011                                                    | 11-1436                                                   | |
| 06 28 03                   | SFR (Altice France)                                                | SFR                                                                | 8 décembre 2011                                                    | 11-1436                                                   | |
| 06 28 04                   | La Poste Mobile (Bouygues Telecom)                                 | SFR                                                                | 6 septembre 2021                                                   | 23-1853                                                   | |
| 06 28 05                   | La Poste Mobile (Bouygues Telecom)                                 | SFR                                                                | 6 septembre 2021                                                   | 23-1853                                                   | |
| 06 28 06                   | La Poste Mobile (Bouygues Telecom)                                 | SFR                                                                | 6 septembre 2021                                                   | 23-1853                                                   | |
| 06 28 07                   | La Poste Mobile (Bouygues Telecom)                                 | SFR                                                                | 6 septembre 2021                                                   | 23-1853                                                   | |
| 06 28 08                   | SFR (Altice France)                                                | SFR                                                                | 8 décembre 2011                                                    | 11-1436                                                   | |
| 06 28 09                   | SFR (Altice France)                                                | SFR                                                                | 8 décembre 2011                                                    | 11-1436                                                   | |
| 06 28 10                   | SFR (Altice France)                                                | SFR                                                                | 8 décembre 2011                                                    | 11-1436                                                   | |
| 06 28 11                   | SFR (Altice France)                                                | SFR                                                                | 8 décembre 2011                                                    | 11-1436                                                   | |
| 06 28 12                   | SFR (Altice France)                                                | SFR                                                                | 8 décembre 2011                                                    | 11-1436                                                   | |
| 06 28 13                   | SFR (Altice France)                                                | SFR                                                                | 8 décembre 2011                                                    | 11-1436                                                   | |
| 06 28 14                   | SFR (Altice France)                                                | SFR                                                                | 8 décembre 2011                                                    | 11-1436                                                   | |
| 06 28 15                   | SFR (Altice France)                                                | SFR                                                                | 8 décembre 2011                                                    | 11-1436                                                   | |
| 06 28 16                   | SFR (Altice France)                                                | SFR                                                                | 8 décembre 2011                                                    | 11-1436                                                   | |
| 06 28 17                   | SFR (Altice France)                                                | SFR                                                                | 8 décembre 2011                                                    | 11-1436                                                   | |
| 06 28 18                   | SFR (Altice France)                                                | SFR                                                                | 8 décembre 2011                                                    | 11-1436                                                   | |
| 06 28 19                   | Coriolis Télécom (Altice France)                                   | SFR                                                                | 5 juillet 2021                                                     | 23-1386                                                   | |
| 06 28 20                   | SFR (Altice France)                                                | SFR                                                                | 8 décembre 2011                                                    | 11-1436                                                   | |
| 06 28 21                   | SFR (Altice France)                                                | SFR                                                                | 8 décembre 2011                                                    | 11-1436                                                   | |
| 06 28 22                   | SFR (Altice France)                                                | SFR                                                                | 8 décembre 2011                                                    | 11-1436                                                   | |
| 06 28 23                   | La Poste Mobile (Bouygues Telecom)                                 | SFR                                                                | 6 septembre 2021                                                   | 23-1853                                                   | |
| 06 28 24                   | SFR (Altice France)                                                | SFR                                                                | 8 décembre 2011                                                    | 11-1436                                                   | |
| 06 28 25                   | La Poste Mobile (Bouygues Telecom)                                 | SFR                                                                | 6 septembre 2021                                                   | 23-1853                                                   | |
| 06 28 26                   | SFR (Altice France)                                                | SFR                                                                | 8 décembre 2011                                                    | 11-1436                                                   | |
| 06 28 27                   | Coriolis Télécom (Altice France)                                   | SFR                                                                | 5 juillet 2021                                                     | 23-1386                                                   | |
| 06 28 28                   | Coriolis Télécom (Altice France)                                   | SFR                                                                | 5 juillet 2021                                                     | 23-1386                                                   | |
| 06 28 29                   | Coriolis Télécom (Altice France)                                   | SFR                                                                | 5 juillet 2021                                                     | 23-1386                                                   | |
| 06 28 30                   | Coriolis Télécom (Altice France)                                   | SFR                                                                | 5 juillet 2021                                                     | 23-1386                                                   | |
| 06 28 31                   | SFR (Altice France)                                                | SFR                                                                | 8 décembre 2011                                                    | 11-1436                                                   | |
| 06 28 32                   | La Poste Mobile (Bouygues Telecom)                                 | SFR                                                                | 6 septembre 2021                                                   | 23-1853                                                   | |
| 06 28 33                   | La Poste Mobile (Bouygues Telecom)                                 | SFR                                                                | 6 septembre 2021                                                   | 23-1853                                                   | |
| 06 28 34                   | La Poste Mobile (Bouygues Telecom)                                 | SFR                                                                | 6 septembre 2021                                                   | 23-1853                                                   | |
| 06 28 35                   | La Poste Mobile (Bouygues Telecom)                                 | SFR                                                                | 6 septembre 2021                                                   | 23-1853                                                   | |
| 06 28 36                   | Afone Participations (Altice France)                               | SFR                                                                | 30 août 2021                                                       | 23-1480                                                   | |
| 06 28 37                   | SFR (Altice France)                                                | SFR                                                                | 8 décembre 2011                                                    | 11-1436                                                   | |
| 06 28 38                   | SFR (Altice France)                                                | SFR                                                                | 8 décembre 2011                                                    | 11-1436                                                   | |
| 06 28 39                   | SFR (Altice France)                                                | SFR                                                                | 8 décembre 2011                                                    | 11-1436                                                   | |
| 06 28 4                    | SFR (Altice France)                                                | SFR                                                                | 8 décembre 2011                                                    | 11-1436                                                   | |
| 06 28 5                    | SFR (Altice France)                                                | SFR                                                                | 8 décembre 2011                                                    | 11-1436                                                   | |
| 06 28 6                    | SFR (Altice France)                                                | SFR                                                                | 8 décembre 2011                                                    | 11-1436                                                   | |
| 06 28 7                    | SFR (Altice France)                                                | SFR                                                                | 8 décembre 2011                                                    | 11-1436                                                   | |
| 06 28 8                    | SFR (Altice France)                                                | SFR                                                                | 8 décembre 2011                                                    | 11-1436                                                   | |
| 06 28 9                    | SFR (Altice France)                                                | SFR                                                                | 8 décembre 2011                                                    | 11-1436                                                   | |
| 06 29 00                   | SFR (Altice France)                                                | SFR                                                                | 8 décembre 2011                                                    | 11-1436                                                   | |
| 06 29 01                   | SFR (Altice France)                                                | SFR                                                                | 8 décembre 2011                                                    | 11-1436                                                   | |
| 06 29 02                   | SFR (Altice France)                                                | SFR                                                                | 8 décembre 2011                                                    | 11-1436                                                   | |
| 06 29 03                   | SFR (Altice France)                                                | SFR                                                                | 8 décembre 2011                                                    | 11-1436                                                   | |
| 06 29 04                   | SFR (Altice France)                                                | SFR                                                                | 8 décembre 2011                                                    | 11-1436                                                   | |
| 06 29 05                   | Coriolis Télécom (Altice France)                                   | SFR                                                                | 5 juillet 2021                                                     | 23-1386                                                   | |
| 06 29 06                   | SFR (Altice France)                                                | SFR                                                                | 8 décembre 2011                                                    | 11-1436                                                   | |
| 06 29 07                   | SFR (Altice France)                                                | SFR                                                                | 8 décembre 2011                                                    | 11-1436                                                   | |
| 06 29 08                   | SFR (Altice France)                                                | SFR                                                                | 8 décembre 2011                                                    | 11-1436                                                   | |
| 06 29 09                   | SFR (Altice France)                                                | SFR                                                                | 8 décembre 2011                                                    | 11-1436                                                   | |
| 06 29 1                    | SFR (Altice France)                                                | SFR                                                                | 8 décembre 2011                                                    | 11-1436                                                   | |
| 06 29 2                    | SFR (Altice France)                                                | SFR                                                                | 8 décembre 2011                                                    | 11-1436                                                   | |
| 06 29 3                    | SFR (Altice France)                                                | SFR                                                                | 8 décembre 2011                                                    | 11-1436                                                   | |
| 06 29 4                    | SFR (Altice France)                                                | SFR                                                                | 8 décembre 2011                                                    | 11-1436                                                   | |
| 06 29 5                    | SFR (Altice France)                                                | SFR                                                                | 8 décembre 2011                                                    | 11-1436                                                   | |
| 06 29 6                    | SFR (Altice France)                                                | SFR                                                                | 8 décembre 2011                                                    | 11-1436                                                   | |
| 06 29 7                    | SFR (Altice France)                                                | SFR                                                                | 8 décembre 2011                                                    | 11-1436                                                   | |
| 06 29 8                    | SFR (Altice France)                                                | SFR                                                                | 8 décembre 2011                                                    | 11-1436                                                   | |
| 06 29 9                    | SFR (Altice France)                                                | SFR                                                                | 8 décembre 2011                                                    | 11-1436                                                   | |
| 06 30                      | Orange                                                             | Orange                                                             | 1er janvier 2017                                                   | 16-1702                                                   | |
| 06 31                      | Orange                                                             | Orange                                                             | 1er janvier 2017                                                   | 16-1702                                                   | |
| 06 32                      | Orange                                                             | Orange                                                             | 1er janvier 2017                                                   | 16-1702                                                   | |
| 06 33                      | Orange                                                             | Orange                                                             | 1er janvier 2017                                                   | 16-1702                                                   | |
| 06 34 0                    | SFR (Altice France)                                                | SFR                                                                | 8 décembre 2011                                                    | 11-1436                                                   | |
| 06 34 1                    | SFR (Altice France)                                                | SFR                                                                | 8 décembre 2011                                                    | 11-1436                                                   | |
| 06 34 2                    | SFR (Altice France)                                                | SFR                                                                | 8 décembre 2011                                                    | 11-1436                                                   | |
| 06 34 3                    | SFR (Altice France)                                                | SFR                                                                | 8 décembre 2011                                                    | 11-1436                                                   | |
| 06 34 4                    | SFR (Altice France)                                                | SFR                                                                | 8 décembre 2011                                                    | 11-1436                                                   | |
| 06 34 5                    | SFR (Altice France)                                                | SFR                                                                | 8 décembre 2011                                                    | 11-1436                                                   | |
| 06 34 6                    | SFR (Altice France)                                                | SFR                                                                | 8 décembre 2011                                                    | 11-1436                                                   | |
| 06 34 7                    | SFR (Altice France)                                                | SFR                                                                | 8 décembre 2011                                                    | 11-1436                                                   | |
| 06 34 8                    | SFR (Altice France)                                                | SFR                                                                | 8 décembre 2011                                                    | 11-1436                                                   | |
| 06 34 90                   | SFR (Altice France)                                                | SFR                                                                | 8 décembre 2011                                                    | 11-1436                                                   | |
| 06 34 91                   | SFR (Altice France)                                                | SFR                                                                | 8 décembre 2011                                                    | 11-1436                                                   | |
| 06 34 92                   | SFR (Altice France)                                                | SFR                                                                | 8 décembre 2011                                                    | 11-1436                                                   | |
| 06 34 93                   | SFR (Altice France)                                                | SFR                                                                | 8 décembre 2011                                                    | 11-1436                                                   | |
| 06 34 94                   | SFR (Altice France)                                                | SFR                                                                | 8 décembre 2011                                                    | 11-1436                                                   | |
| 06 34 95                   | Afone Participations (Altice France)                               | SFR                                                                | 30 août 2021                                                       | 23-1480                                                   | |
| 06 34 96                   | Afone Participations (Altice France)                               | SFR                                                                | 30 août 2021                                                       | 23-1480                                                   | |
| 06 34 97                   | SFR (Altice France)                                                | SFR                                                                | 8 décembre 2011                                                    | 11-1436                                                   | |
| 06 34 98                   | Afone Participations (Altice France)                               | SFR                                                                | 30 août 2021                                                       | 23-1480                                                   | |
| 06 34 99                   | SFR (Altice France)                                                | SFR                                                                | 8 décembre 2011                                                    | 11-1436                                                   | |
| 06 35 0                    | SFR (Altice France)                                                | SFR                                                                | 8 décembre 2011                                                    | 11-1436                                                   | |
| 06 35 1                    | SFR (Altice France)                                                | SFR                                                                | 8 décembre 2011                                                    | 11-1436                                                   | |
| 06 35 2                    | SFR (Altice France)                                                | SFR                                                                | 8 décembre 2011                                                    | 11-1436                                                   | |
| 06 35 3                    | SFR (Altice France)                                                | SFR                                                                | 8 décembre 2011                                                    | 11-1436                                                   | |
| 06 35 4                    | SFR (Altice France)                                                | SFR                                                                | 8 décembre 2011                                                    | 11-1436                                                   | |
| 06 35 5                    | SFR (Altice France)                                                | SFR                                                                | 8 décembre 2011                                                    | 11-1436                                                   | |
| 06 35 6                    | SFR (Altice France)                                                | SFR                                                                | 8 décembre 2011                                                    | 11-1436                                                   | |
| 06 35 7                    | SFR (Altice France)                                                | SFR                                                                | 8 décembre 2011                                                    | 11-1436                                                   | |
| 06 35 8                    | SFR (Altice France)                                                | SFR                                                                | 8 décembre 2011                                                    | 11-1436                                                   | |
| 06 35 90                   | Afone Participations (Altice France)                               | SFR                                                                | 30 août 2021                                                       | 23-1480                                                   | |
| 06 35 91                   | Afone Participations (Altice France)                               | SFR                                                                | 30 août 2021                                                       | 23-1480                                                   | |
| 06 35 92                   | Afone Participations (Altice France)                               | SFR                                                                | 30 août 2021                                                       | 23-1480                                                   | |
| 06 35 93                   | Afone Participations (Altice France)                               | SFR                                                                | 30 août 2021                                                       | 23-1480                                                   | |
| 06 35 94                   | Afone Participations (Altice France)                               | SFR                                                                | 30 août 2021                                                       | 23-1480                                                   | |
| 06 35 95                   | Afone Participations (Altice France)                               | SFR                                                                | 30 août 2021                                                       | 23-1480                                                   | |
| 06 35 96                   | Afone Participations (Altice France)                               | SFR                                                                | 30 août 2021                                                       | 23-1480                                                   | |
| 06 35 97                   | Afone Participations (Altice France)                               | SFR                                                                | 30 août 2021                                                       | 23-1480                                                   | |
| 06 35 98                   | SFR (Altice France)                                                | SFR                                                                | 8 décembre 2011                                                    | 11-1436                                                   | |
| 06 35 99                   | SFR (Altice France)                                                | SFR                                                                | 8 décembre 2011                                                    | 11-1436                                                   | |
| 06 36 0                    | Bouygues Telecom                                                   | Bouygues Telecom                                                   | 1er octobre 2024                                                   | 24-2129                                                   | |
| 06 36 1                    | Bouygues Telecom                                                   | Bouygues Telecom                                                   | 1er octobre 2024                                                   | 24-2129                                                   | |
| 06 36 2                    | Bouygues Telecom                                                   | Bouygues Telecom                                                   | 1er octobre 2024                                                   | 24-2129                                                   | |
| 06 36 3                    | Bouygues Telecom                                                   | Bouygues Telecom                                                   | 1er octobre 2024                                                   | 24-2129                                                   | |
| 06 36 40                   | Bouygues Telecom                                                   | Bouygues Telecom                                                   | 1er octobre 2024                                                   | 24-2129                                                   | |
| 06 36 41                   | Bouygues Telecom                                                   | Bouygues Telecom                                                   | 1er octobre 2024                                                   | 24-2129                                                   | |
| 06 36 42                   | Bouygues Telecom                                                   | Bouygues Telecom                                                   | 1er octobre 2024                                                   | 24-2129                                                   | |
| 06 36 43                   | Bouygues Telecom                                                   | Bouygues Telecom                                                   | 1er octobre 2024                                                   | 24-2129                                                   | |
| 06 36 44                   | Bouygues Telecom                                                   | Bouygues Telecom                                                   | 1er octobre 2024                                                   | 24-2129                                                   | |
| 06 36 45 0                 | Paritel                                                            |                                                                    | 4 juillet 2024                                                     | 24-1511                                                   | |
| 06 36 45 1                 | Bouygues Telecom                                                   | Bouygues Telecom                                                   | 1er octobre 2024                                                   | 24-2129                                                   | |
| 06 36 45 2                 | AKEO Télécom (CAT)                                                 | Bouygues Telecom / Orange                                          | 4 mars 2024                                                        | 24-0453                                                   | |
| 06 36 45 3                 | AKEO Télécom (CAT)                                                 | Bouygues Telecom / Orange                                          | 4 mars 2024                                                        | 24-0453                                                   | |
| 06 36 45 4                 | Bouygues Telecom                                                   | Bouygues Telecom                                                   | 1er octobre 2024                                                   | 24-2129                                                   | |
| 06 36 45 5                 | Bouygues Telecom                                                   | Bouygues Telecom                                                   | 1er octobre 2024                                                   | 24-2129                                                   | |
| 06 36 45 6                 | Bouygues Telecom                                                   | Bouygues Telecom                                                   | 1er octobre 2024                                                   | 24-2129                                                   | |
| 06 36 45 7                 | Bouygues Telecom                                                   | Bouygues Telecom                                                   | 1er octobre 2024                                                   | 24-2129                                                   | |
| 06 36 45 8                 | Bouygues Telecom                                                   | Bouygues Telecom                                                   | 1er octobre 2024                                                   | 24-2129                                                   | |
| 06 36 45 9                 | Bouygues Telecom                                                   | Bouygues Telecom                                                   | 1er octobre 2024                                                   | 24-2129                                                   | |
| 06 36 46                   | Bouygues Telecom                                                   | Bouygues Telecom                                                   | 1er octobre 2024                                                   | 24-2129                                                   | |
| 06 36 47                   | Bouygues Telecom                                                   | Bouygues Telecom                                                   | 1er octobre 2024                                                   | 24-2129                                                   | |
| 06 36 48                   | Bouygues Telecom                                                   | Bouygues Telecom                                                   | 1er octobre 2024                                                   | 24-2129                                                   | |
| 06 36 49                   | Bouygues Telecom                                                   | Bouygues Telecom                                                   | 1er octobre 2024                                                   | 24-2129                                                   | |
| 06 36 5                    | Bouygues Telecom                                                   | Bouygues Telecom                                                   | 1er octobre 2024                                                   | 24-2129                                                   | |
| 06 36 6                    | Bouygues Telecom                                                   | Bouygues Telecom                                                   | 1er octobre 2024                                                   | 24-2129                                                   | |
| 06 36 7                    | Bouygues Telecom                                                   | Bouygues Telecom                                                   | 1er octobre 2024                                                   | 24-2129                                                   | |
| 06 36 8                    | Bouygues Telecom                                                   | Bouygues Telecom                                                   | 1er octobre 2024                                                   | 24-2129                                                   | |
| 06 36 9                    | Bouygues Telecom                                                   | Bouygues Telecom                                                   | 1er octobre 2024                                                   | 24-2129                                                   | |
| 06 37                      | Orange                                                             | Orange                                                             | 1er janvier 2017                                                   | 16-1702                                                   | |
| 06 38 00                   | Non attribué ou non attribuable.                                   | Non attribué ou non attribuable.                                   | Non attribué ou non attribuable.                                   | Non attribué ou non attribuable.                          | |
| 06 38 01                   | Prixtel (Altice France)                                            | SFR                                                                | 31 janvier 2012                                                    | 12-0155                                                   | |
| 06 38 02                   | Prixtel (Altice France)                                            | SFR                                                                | 31 janvier 2012                                                    | 12-0155                                                   | |
| 06 35 03                   | Prixtel (Altice France)                                            | SFR                                                                | 31 janvier 2012                                                    | 12-0155                                                   | |
| 06 35 04                   | Prixtel (Altice France)                                            | SFR                                                                | 31 janvier 2012                                                    | 12-0155                                                   | |
| 06 35 05                   | Prixtel (Altice France)                                            | SFR                                                                | 31 janvier 2012                                                    | 12-0155                                                   | |
| 06 38 06                   | IP Directions                                                      |                                                                    | 19 décembre 2018                                                   | 20-1172                                                   | |
| 06 38 07                   | Non attribué ou non attribuable.                                   | Non attribué ou non attribuable.                                   | Non attribué ou non attribuable.                                   | Non attribué ou non attribuable.                          | |
| 06 38 08                   | Alphalink                                                          | Bouygues Telecom /Orange / SFR                                     | 29 janvier 2013                                                    | 13-0059                                                   | |
| 06 38 09                   | Alphalink                                                          | Bouygues Telecom /Orange / SFR                                     | 29 janvier 2013                                                    | 13-0059                                                   | |
| 06 38 1                    | Orange                                                             | Orange                                                             | 1er janvier 2017                                                   | 16-1702                                                   | |
| 06 38 2                    | Orange                                                             | Orange                                                             | 1er janvier 2017                                                   | 16-1702                                                   | |
| 06 38 3                    | Orange                                                             | Orange                                                             | 1er janvier 2017                                                   | 16-1702                                                   | |
| 06 38 4                    | Orange                                                             | Orange                                                             | 1er janvier 2017                                                   | 16-1702                                                   | |
| 06 38 5                    | Orange                                                             | Orange                                                             | 1er janvier 2017                                                   | 16-1702                                                   | |
| 06 38 6                    | Orange                                                             | Orange                                                             | 1er janvier 2017                                                   | 16-1702                                                   | |
| 06 38 7                    | Orange                                                             | Orange                                                             | 1er janvier 2017                                                   | 16-1702                                                   | |
| 06 38 8                    | Orange                                                             | Orange                                                             | 1er janvier 2017                                                   | 16-1702                                                   | |
| 06 38 9                    | Orange                                                             | Orange                                                             | 1er janvier 2017                                                   | 16-1702                                                   | |
| 06 39 00                   | Orange                                                             | Orange                                                             | 1er janvier 2017                                                   | 16-1702                                                   | Plan de numérotation : attribué à La Réunion, Mayotte et autres territoires de l’Océan Indien (+262)                            |
| 06 39 01                   | Orange                                                             | Orange                                                             | 1er janvier 2017                                                   | 16-1702                                                   | Plan de numérotation : attribué à La Réunion, Mayotte et autres territoires de l’Océan Indien (+262)                            |
| 06 39 02                   | Orange                                                             | Orange                                                             | 1er janvier 2017                                                   | 16-1702                                                   | Plan de numérotation : attribué à La Réunion, Mayotte et autres territoires de l’Océan Indien (+262)                            |
| 06 39 03                   | Telco OI                                                           | Only                                                               | 25 juin 2015                                                       | 15-0670                                                   | Plan de numérotation : attribué à La Réunion, Mayotte et autres territoires de l’Océan Indien (+262)                            |
| 06 39 04                   | Telco OI                                                           | Only                                                               | 25 juin 2015                                                       | 15-0670                                                   | Plan de numérotation : attribué à La Réunion, Mayotte et autres territoires de l’Océan Indien (+262)                            |
| 06 39 05                   | Telco OI                                                           | Only                                                               | 25 juin 2015                                                       | 15-0670                                                   | Plan de numérotation : attribué à La Réunion, Mayotte et autres territoires de l’Océan Indien (+262)                            |
| 06 39 06                   | Telco OI                                                           | Only                                                               | 25 juin 2015                                                       | 15-0670                                                   | Plan de numérotation : attribué à La Réunion, Mayotte et autres territoires de l’Océan Indien (+262)                            |
| 06 39 07                   | Telco OI                                                           | Only                                                               | 25 juin 2015                                                       | 15-0670                                                   | Plan de numérotation : attribué à La Réunion, Mayotte et autres territoires de l’Océan Indien (+262)                            |
| 06 39 08                   | Non attribué ou non attribuable.                                   | Non attribué ou non attribuable.                                   | Non attribué ou non attribuable.                                   | Non attribué ou non attribuable.                          | Plan de numérotation : attribué à La Réunion, Mayotte et autres territoires de l’Océan Indien (+262)                            |
| 06 39 09                   | SRR (Altice France)                                                | SFR                                                                | 15 février 2007                                                    | 07-0166                                                   | Plan de numérotation : attribué à La Réunion, Mayotte et autres territoires de l’Océan Indien (+262)                            |
| 06 39 10                   | SRR (Altice France)                                                | SFR                                                                | 15 février 2007                                                    | 07-0166                                                   | Plan de numérotation : attribué à La Réunion, Mayotte et autres territoires de l’Océan Indien (+262)                            |
| 06 39 11                   | SRR (Altice France)                                                | SFR                                                                | 15 février 2007                                                    | 07-0166                                                   | Plan de numérotation : attribué à La Réunion, Mayotte et autres territoires de l’Océan Indien (+262)                            |
| 06 39 12                   | Non attribué ou non attribuable.                                   | Non attribué ou non attribuable.                                   | Non attribué ou non attribuable.                                   | Non attribué ou non attribuable.                          | Plan de numérotation : attribué à La Réunion, Mayotte et autres territoires de l’Océan Indien (+262)                            |
| 06 39 13                   | Non attribué ou non attribuable.                                   | Non attribué ou non attribuable.                                   | Non attribué ou non attribuable.                                   | Non attribué ou non attribuable.                          | Plan de numérotation : attribué à La Réunion, Mayotte et autres territoires de l’Océan Indien (+262)                            |
| 06 39 14                   | Non attribué ou non attribuable.                                   | Non attribué ou non attribuable.                                   | Non attribué ou non attribuable.                                   | Non attribué ou non attribuable.                          | Plan de numérotation : attribué à La Réunion, Mayotte et autres territoires de l’Océan Indien (+262)                            |
| 06 39 15                   | Non attribué ou non attribuable.                                   | Non attribué ou non attribuable.                                   | Non attribué ou non attribuable.                                   | Non attribué ou non attribuable.                          | Plan de numérotation : attribué à La Réunion, Mayotte et autres territoires de l’Océan Indien (+262)                            |
| 06 39 16                   | Non attribué ou non attribuable.                                   | Non attribué ou non attribuable.                                   | Non attribué ou non attribuable.                                   | Non attribué ou non attribuable.                          | Plan de numérotation : attribué à La Réunion, Mayotte et autres territoires de l’Océan Indien (+262)                            |
| 06 39 17                   | Non attribué ou non attribuable.                                   | Non attribué ou non attribuable.                                   | Non attribué ou non attribuable.                                   | Non attribué ou non attribuable.                          | Plan de numérotation : attribué à La Réunion, Mayotte et autres territoires de l’Océan Indien (+262)                            |
| 06 39 18                   | Non attribué ou non attribuable.                                   | Non attribué ou non attribuable.                                   | Non attribué ou non attribuable.                                   | Non attribué ou non attribuable.                          | Plan de numérotation : attribué à La Réunion, Mayotte et autres territoires de l’Océan Indien (+262)                            |
| 06 39 19                   | Telco OI                                                           | Only                                                               | 25 juin 2015                                                       | 15-0670                                                   | Plan de numérotation : attribué à La Réunion, Mayotte et autres territoires de l’Océan Indien (+262)                            |
| 06 39 20                   | SRR (Altice France)                                                | SFR                                                                | 15 février 2007                                                    | 07-0166                                                   | Plan de numérotation : attribué à La Réunion, Mayotte et autres territoires de l’Océan Indien (+262)                            |
| 06 39 21                   | SRR (Altice France)                                                | SFR                                                                | 15 février 2007                                                    | 07-0166                                                   | Plan de numérotation : attribué à La Réunion, Mayotte et autres territoires de l’Océan Indien (+262)                            |
| 06 39 22                   | SRR (Altice France)                                                | SFR                                                                | 15 février 2007                                                    | 07-0166                                                   | Plan de numérotation : attribué à La Réunion, Mayotte et autres territoires de l’Océan Indien (+262)                            |
| 06 39 23                   | SRR (Altice France)                                                | SFR                                                                | 15 février 2007                                                    | 07-0166                                                   | Plan de numérotation : attribué à La Réunion, Mayotte et autres territoires de l’Océan Indien (+262)                            |
| 06 39 24                   | SRR (Altice France)                                                | SFR                                                                | 15 février 2007                                                    | 07-0166                                                   | Plan de numérotation : attribué à La Réunion, Mayotte et autres territoires de l’Océan Indien (+262)                            |
| 06 39 25                   | SRR (Altice France)                                                | SFR                                                                | 15 février 2007                                                    | 07-0166                                                   | Plan de numérotation : attribué à La Réunion, Mayotte et autres territoires de l’Océan Indien (+262)                            |
| 06 39 26                   | Telco OI                                                           | Only                                                               | 25 juin 2015                                                       | 15-0670                                                   | Plan de numérotation : attribué à La Réunion, Mayotte et autres territoires de l’Océan Indien (+262)                            |
| 06 39 27                   | SRR (Altice France)                                                | SFR                                                                | 15 février 2007                                                    | 07-0166                                                   | Plan de numérotation : attribué à La Réunion, Mayotte et autres territoires de l’Océan Indien (+262)                            |
| 06 39 28                   | SRR (Altice France)                                                | SFR                                                                | 15 février 2007                                                    | 07-0166                                                   | Plan de numérotation : attribué à La Réunion, Mayotte et autres territoires de l’Océan Indien (+262)                            |
| 06 39 29                   | SRR (Altice France)                                                | SFR                                                                | 15 février 2007                                                    | 07-0166                                                   | Plan de numérotation : attribué à La Réunion, Mayotte et autres territoires de l’Océan Indien (+262)                            |
| 06 39 30                   | Maore Mobile                                                       | Maore Mobile                                                       | 1er octobre 2019                                                   | 21-2033                                                   | Plan de numérotation : attribué à La Réunion, Mayotte et autres territoires de l’Océan Indien (+262)                            |
| 06 39 31                   | Non attribué ou non attribuable.                                   | Non attribué ou non attribuable.                                   | Non attribué ou non attribuable.                                   | Non attribué ou non attribuable.                          | Plan de numérotation : attribué à La Réunion, Mayotte et autres territoires de l’Océan Indien (+262)                            |
| 06 39 32                   | Non attribué ou non attribuable.                                   | Non attribué ou non attribuable.                                   | Non attribué ou non attribuable.                                   | Non attribué ou non attribuable.                          | Plan de numérotation : attribué à La Réunion, Mayotte et autres territoires de l’Océan Indien (+262)                            |
| 06 39 33                   | Non attribué ou non attribuable.                                   | Non attribué ou non attribuable.                                   | Non attribué ou non attribuable.                                   | Non attribué ou non attribuable.                          | Plan de numérotation : attribué à La Réunion, Mayotte et autres territoires de l’Océan Indien (+262)                            |
| 06 39 34                   | Non attribué ou non attribuable.                                   | Non attribué ou non attribuable.                                   | Non attribué ou non attribuable.                                   | Non attribué ou non attribuable.                          | Plan de numérotation : attribué à La Réunion, Mayotte et autres territoires de l’Océan Indien (+262)                            |
| 06 39 35                   | Non attribué ou non attribuable.                                   | Non attribué ou non attribuable.                                   | Non attribué ou non attribuable.                                   | Non attribué ou non attribuable.                          | Plan de numérotation : attribué à La Réunion, Mayotte et autres territoires de l’Océan Indien (+262)                            |
| 06 39 36                   | Non attribué ou non attribuable.                                   | Non attribué ou non attribuable.                                   | Non attribué ou non attribuable.                                   | Non attribué ou non attribuable.                          | Plan de numérotation : attribué à La Réunion, Mayotte et autres territoires de l’Océan Indien (+262)                            |
| 06 39 37                   | Non attribué ou non attribuable.                                   | Non attribué ou non attribuable.                                   | Non attribué ou non attribuable.                                   | Non attribué ou non attribuable.                          | Plan de numérotation : attribué à La Réunion, Mayotte et autres territoires de l’Océan Indien (+262)                            |
| 06 39 38                   | Non attribué ou non attribuable.                                   | Non attribué ou non attribuable.                                   | Non attribué ou non attribuable.                                   | Non attribué ou non attribuable.                          | Plan de numérotation : attribué à La Réunion, Mayotte et autres territoires de l’Océan Indien (+262)                            |
| 06 39 39                   | Telco OI                                                           | Only                                                               | 25 juin 2015                                                       | 15-0670                                                   | Plan de numérotation : attribué à La Réunion, Mayotte et autres territoires de l’Océan Indien (+262)                            |
| 06 39 40                   | SRR (Altice France)                                                | SFR                                                                | 15 février 2007                                                    | 07-0166                                                   | Plan de numérotation : attribué à La Réunion, Mayotte et autres territoires de l’Océan Indien (+262)                            |
| 06 39 41                   | Non attribué ou non attribuable.                                   | Non attribué ou non attribuable.                                   | Non attribué ou non attribuable.                                   | Non attribué ou non attribuable.                          | Plan de numérotation : attribué à La Réunion, Mayotte et autres territoires de l’Océan Indien (+262)                            |
| 06 39 42                   | Non attribué ou non attribuable.                                   | Non attribué ou non attribuable.                                   | Non attribué ou non attribuable.                                   | Non attribué ou non attribuable.                          | Plan de numérotation : attribué à La Réunion, Mayotte et autres territoires de l’Océan Indien (+262)                            |
| 06 39 43                   | Non attribué ou non attribuable.                                   | Non attribué ou non attribuable.                                   | Non attribué ou non attribuable.                                   | Non attribué ou non attribuable.                          | Plan de numérotation : attribué à La Réunion, Mayotte et autres territoires de l’Océan Indien (+262)                            |
| 06 39 44                   | Non attribué ou non attribuable.                                   | Non attribué ou non attribuable.                                   | Non attribué ou non attribuable.                                   | Non attribué ou non attribuable.                          | Plan de numérotation : attribué à La Réunion, Mayotte et autres territoires de l’Océan Indien (+262)                            |
| 06 39 45                   | Non attribué ou non attribuable.                                   | Non attribué ou non attribuable.                                   | Non attribué ou non attribuable.                                   | Non attribué ou non attribuable.                          | Plan de numérotation : attribué à La Réunion, Mayotte et autres territoires de l’Océan Indien (+262)                            |
| 06 39 46                   | Non attribué ou non attribuable.                                   | Non attribué ou non attribuable.                                   | Non attribué ou non attribuable.                                   | Non attribué ou non attribuable.                          | Plan de numérotation : attribué à La Réunion, Mayotte et autres territoires de l’Océan Indien (+262)                            |
| 06 39 47                   | Non attribué ou non attribuable.                                   | Non attribué ou non attribuable.                                   | Non attribué ou non attribuable.                                   | Non attribué ou non attribuable.                          | Plan de numérotation : attribué à La Réunion, Mayotte et autres territoires de l’Océan Indien (+262)                            |
| 06 39 48                   | Non attribué ou non attribuable.                                   | Non attribué ou non attribuable.                                   | Non attribué ou non attribuable.                                   | Non attribué ou non attribuable.                          | Plan de numérotation : attribué à La Réunion, Mayotte et autres territoires de l’Océan Indien (+262)                            |
| 06 39 49                   | Non attribué ou non attribuable.                                   | Non attribué ou non attribuable.                                   | Non attribué ou non attribuable.                                   | Non attribué ou non attribuable.                          | Plan de numérotation : attribué à La Réunion, Mayotte et autres territoires de l’Océan Indien (+262)                            |
| 06 39 50                   | Maore Mobile                                                       | Maore Mobile                                                       | 1er octobre 2019                                                   | 21-2033                                                   | Plan de numérotation : attribué à La Réunion, Mayotte et autres territoires de l’Océan Indien (+262)                            |
| 06 39 51                   | Non attribué ou non attribuable.                                   | Non attribué ou non attribuable.                                   | Non attribué ou non attribuable.                                   | Non attribué ou non attribuable.                          | Plan de numérotation : attribué à La Réunion, Mayotte et autres territoires de l’Océan Indien (+262)                            |
| 06 39 52                   | Non attribué ou non attribuable.                                   | Non attribué ou non attribuable.                                   | Non attribué ou non attribuable.                                   | Non attribué ou non attribuable.                          | Plan de numérotation : attribué à La Réunion, Mayotte et autres territoires de l’Océan Indien (+262)                            |
| 06 39 53                   | Non attribué ou non attribuable.                                   | Non attribué ou non attribuable.                                   | Non attribué ou non attribuable.                                   | Non attribué ou non attribuable.                          | Plan de numérotation : attribué à La Réunion, Mayotte et autres territoires de l’Océan Indien (+262)                            |
| 06 39 54                   | Non attribué ou non attribuable.                                   | Non attribué ou non attribuable.                                   | Non attribué ou non attribuable.                                   | Non attribué ou non attribuable.                          | Plan de numérotation : attribué à La Réunion, Mayotte et autres territoires de l’Océan Indien (+262)                            |
| 06 39 55                   | Orange                                                             | Orange                                                             | 25 juin 2021                                                       | 23-1387                                                   | Plan de numérotation : attribué à La Réunion, Mayotte et autres territoires de l’Océan Indien (+262)                            |
| 06 39 56                   | Orange                                                             | Orange                                                             | 25 juin 2021                                                       | 23-1387                                                   | Plan de numérotation : attribué à La Réunion, Mayotte et autres territoires de l’Océan Indien (+262)                            |
| 06 39 57                   | Orange                                                             | Orange                                                             | 25 juin 2021                                                       | 23-1387                                                   | Plan de numérotation : attribué à La Réunion, Mayotte et autres territoires de l’Océan Indien (+262)                            |
| 06 39 58                   | Orange                                                             | Orange                                                             | 25 juin 2021                                                       | 23-1387                                                   | Plan de numérotation : attribué à La Réunion, Mayotte et autres territoires de l’Océan Indien (+262)                            |
| 06 39 59                   | Orange                                                             | Orange                                                             | 25 juin 2021                                                       | 23-1387                                                   | Plan de numérotation : attribué à La Réunion, Mayotte et autres territoires de l’Océan Indien (+262)                            |
| 06 39 60                   | Orange                                                             | Orange                                                             | 1er janvier 2017                                                   | 16-1702                                                   | Plan de numérotation : attribué à La Réunion, Mayotte et autres territoires de l’Océan Indien (+262)                            |
| 06 39 61                   | Orange                                                             | Orange                                                             | 1er janvier 2017                                                   | 16-1702                                                   | Plan de numérotation : attribué à La Réunion, Mayotte et autres territoires de l’Océan Indien (+262)                            |
| 06 39 62                   | Orange                                                             | Orange                                                             | 1er janvier 2017                                                   | 16-1702                                                   | Plan de numérotation : attribué à La Réunion, Mayotte et autres territoires de l’Océan Indien (+262)                            |
| 06 39 63                   | Orange                                                             | Orange                                                             | 1er janvier 2017                                                   | 16-1702                                                   | Plan de numérotation : attribué à La Réunion, Mayotte et autres territoires de l’Océan Indien (+262)                            |
| 06 39 64                   | Orange                                                             | Orange                                                             | 1er janvier 2017                                                   | 16-1702                                                   | Plan de numérotation : attribué à La Réunion, Mayotte et autres territoires de l’Océan Indien (+262)                            |
| 06 39 65                   | SRR (Altice France)                                                | SFR                                                                | 15 février 2007                                                    | 07-0166                                                   | Plan de numérotation : attribué à La Réunion, Mayotte et autres territoires de l’Océan Indien (+262)                            |
| 06 39 66                   | SRR (Altice France)                                                | SFR                                                                | 15 février 2007                                                    | 07-0166                                                   | Plan de numérotation : attribué à La Réunion, Mayotte et autres territoires de l’Océan Indien (+262)                            |
| 06 39 67                   | SRR (Altice France)                                                | SFR                                                                | 15 février 2007                                                    | 07-0166                                                   | Plan de numérotation : attribué à La Réunion, Mayotte et autres territoires de l’Océan Indien (+262)                            |
| 06 39 68                   | SRR (Altice France)                                                | SFR                                                                | 15 février 2007                                                    | 07-0166                                                   | Plan de numérotation : attribué à La Réunion, Mayotte et autres territoires de l’Océan Indien (+262)                            |
| 06 39 69                   | SRR (Altice France)                                                | SFR                                                                | 15 février 2007                                                    | 07-0166                                                   | Plan de numérotation : attribué à La Réunion, Mayotte et autres territoires de l’Océan Indien (+262)                            |
| 06 39 70                   | Maore Mobile                                                       | Maore Mobile                                                       | 1er octobre 2019                                                   | 21-2033                                                   | Plan de numérotation : attribué à La Réunion, Mayotte et autres territoires de l’Océan Indien (+262)                            |
| 06 39 71                   | Telco OI                                                           | Only                                                               | 14 décembre 2017                                                   | 17-1483                                                   | Plan de numérotation : attribué à La Réunion, Mayotte et autres territoires de l’Océan Indien (+262)                            |
| 06 39 72                   | Telco OI                                                           | Only                                                               | 14 décembre 2017                                                   | 17-1483                                                   | Plan de numérotation : attribué à La Réunion, Mayotte et autres territoires de l’Océan Indien (+262)                            |
| 06 39 73                   | Telco OI                                                           | Only                                                               | 14 décembre 2017                                                   | 17-1483                                                   | Plan de numérotation : attribué à La Réunion, Mayotte et autres territoires de l’Océan Indien (+262)                            |
| 06 39 74                   | Telco OI                                                           | Only                                                               | 14 décembre 2017                                                   | 17-1483                                                   | Plan de numérotation : attribué à La Réunion, Mayotte et autres territoires de l’Océan Indien (+262)                            |
| 06 39 75                   | Telco OI                                                           | Only                                                               | 14 décembre 2017                                                   | 17-1483                                                   | Plan de numérotation : attribué à La Réunion, Mayotte et autres territoires de l’Océan Indien (+262)                            |
| 06 39 76                   | Orange                                                             | Orange                                                             | 1er janvier 2017                                                   | 16-1702                                                   | Plan de numérotation : attribué à La Réunion, Mayotte et autres territoires de l’Océan Indien (+262)                            |
| 06 39 77                   | Orange                                                             | Orange                                                             | 4 mai 2017                                                         | 17-0551                                                   | Plan de numérotation : attribué à La Réunion, Mayotte et autres territoires de l’Océan Indien (+262)                            |
| 06 39 78                   | Orange                                                             | Orange                                                             | 4 mai 2017                                                         | 17-0551                                                   | Plan de numérotation : attribué à La Réunion, Mayotte et autres territoires de l’Océan Indien (+262)                            |
| 06 39 79                   | Orange                                                             | Orange                                                             | 4 mai 2017                                                         | 17-0551                                                   | Plan de numérotation : attribué à La Réunion, Mayotte et autres territoires de l’Océan Indien (+262)                            |
| 06 39 8                    | Non attribué ou non attribuable.                                   | Non attribué ou non attribuable.                                   | Non attribué ou non attribuable.                                   | Non attribué ou non attribuable.                          | Plan de numérotation : attribué à La Réunion, Mayotte et autres territoires de l’Océan Indien (+262)                            |
| 06 39 90                   | Maore Mobile                                                       | Maore Mobile                                                       | 1er octobre 2019                                                   | 21-2033                                                   | Plan de numérotation : attribué à La Réunion, Mayotte et autres territoires de l’Océan Indien (+262)                            |
| 06 39 91                   | Non attribué ou non attribuable.                                   | Non attribué ou non attribuable.                                   | Non attribué ou non attribuable.                                   | Non attribué ou non attribuable.                          | Plan de numérotation : attribué à La Réunion, Mayotte et autres territoires de l’Océan Indien (+262)                            |
| 06 39 92                   | Non attribué ou non attribuable.                                   | Non attribué ou non attribuable.                                   | Non attribué ou non attribuable.                                   | Non attribué ou non attribuable.                          | Plan de numérotation : attribué à La Réunion, Mayotte et autres territoires de l’Océan Indien (+262)                            |
| 06 39 93                   | Non attribué ou non attribuable.                                   | Non attribué ou non attribuable.                                   | Non attribué ou non attribuable.                                   | Non attribué ou non attribuable.                          | Plan de numérotation : attribué à La Réunion, Mayotte et autres territoires de l’Océan Indien (+262)                            |
| 06 39 94                   | Telco OI                                                           | Only                                                               | 25 juin 2015                                                       | 15-0670                                                   | Plan de numérotation : attribué à La Réunion, Mayotte et autres territoires de l’Océan Indien (+262)                            |
| 06 39 95                   | Telco OI                                                           | Only                                                               | 25 juin 2015                                                       | 15-0670                                                   | Plan de numérotation : attribué à La Réunion, Mayotte et autres territoires de l’Océan Indien (+262)                            |
| 06 39 96                   | Telco OI                                                           | Only                                                               | 25 juin 2015                                                       | 15-0670                                                   | Plan de numérotation : attribué à La Réunion, Mayotte et autres territoires de l’Océan Indien (+262)                            |
| 06 39 97                   | Telco OI                                                           | Only                                                               | 25 juin 2015                                                       | 15-0670                                                   | Plan de numérotation : attribué à La Réunion, Mayotte et autres territoires de l’Océan Indien (+262)                            |
| 06 39 98                   | Le bloc n'est pas disponible pour des raisons techniques.          | Le bloc n'est pas disponible pour des raisons techniques.          | Le bloc n'est pas disponible pour des raisons techniques.          | Le bloc n'est pas disponible pour des raisons techniques. | Plan de numérotation : attribué à La Réunion, Mayotte et autres territoires de l’Océan Indien (+262)                            |
| 06 39 99                   | Orange                                                             | Orange                                                             | 1er janvier 2017                                                   | 16-1702                                                   | Plan de numérotation : attribué à La Réunion, Mayotte et autres territoires de l’Océan Indien (+262)                            |
| 06 40 00 0                 | Globalstar Europe                                                  |                                                                    | 24 novembre 2023                                                   | 23-2649                                                   | |
| 06 40 00 1                 | Globalstar Europe                                                  |                                                                    | 24 novembre 2023                                                   | 23-2649                                                   | |
| 06 40 00 2                 | Globalstar Europe                                                  |                                                                    | 24 novembre 2023                                                   | 23-2649                                                   | |
| 06 40 00 3                 | Globalstar Europe                                                  |                                                                    | 24 novembre 2023                                                   | 23-2649                                                   | |
| 06 40 00 4                 | Globalstar Europe                                                  |                                                                    | 24 novembre 2023                                                   | 23-2649                                                   | |
| 06 40 00 5                 | Non attribué ou non attribuable.                                   | Non attribué ou non attribuable.                                   | Non attribué ou non attribuable.                                   | Non attribué ou non attribuable.                          | |
| 06 40 00 6                 | Non attribué ou non attribuable.                                   | Non attribué ou non attribuable.                                   | Non attribué ou non attribuable.                                   | Non attribué ou non attribuable.                          | |
| 06 40 00 7                 | Globalstar Europe                                                  |                                                                    | 24 novembre 2023                                                   | 23-2649                                                   | |
| 06 40 00 8                 | Globalstar Europe                                                  |                                                                    | 24 novembre 2023                                                   | 23-2649                                                   | |
| 06 40 00 9                 | La Poste Mobile (Bouygues Telecom)                                 | SFR                                                                | 10 octobre 2024                                                    | 24-2212                                                   | |
| 06 40 01 0                 | Globalstar Europe                                                  |                                                                    | 24 novembre 2023                                                   | 23-2649                                                   | |
| 06 40 01 1                 | Non attribué ou non attribuable.                                   | Non attribué ou non attribuable.                                   | Non attribué ou non attribuable.                                   | Non attribué ou non attribuable.                          | |
| 06 40 01 2                 | Globalstar Europe                                                  |                                                                    | 24 novembre 2023                                                   | 23-2649                                                   | |
| 06 40 01 3                 | Globalstar Europe                                                  |                                                                    | 24 novembre 2023                                                   | 23-2649                                                   | |
| 06 40 01 4                 | Globalstar Europe                                                  |                                                                    | 24 novembre 2023                                                   | 23-2649                                                   | |
| 06 40 01 5                 | Globalstar Europe                                                  |                                                                    | 24 novembre 2023                                                   | 23-2649                                                   | |
| 06 40 01 6                 | Globalstar Europe                                                  |                                                                    | 24 novembre 2023                                                   | 23-2649                                                   | |
| 06 40 01 7                 | Non attribué ou non attribuable.                                   | Non attribué ou non attribuable.                                   | Non attribué ou non attribuable.                                   | Non attribué ou non attribuable.                          | |
| 06 40 01 8                 | Non attribué ou non attribuable.                                   | Non attribué ou non attribuable.                                   | Non attribué ou non attribuable.                                   | Non attribué ou non attribuable.                          | |
| 06 40 01 9                 | Non attribué ou non attribuable.                                   | Non attribué ou non attribuable.                                   | Non attribué ou non attribuable.                                   | Non attribué ou non attribuable.                          | |
| 06 40 02                   | Non attribué ou non attribuable.                                   | Non attribué ou non attribuable.                                   | Non attribué ou non attribuable.                                   | Non attribué ou non attribuable.                          | |
| 06 40 03                   | Non attribué ou non attribuable.                                   | Non attribué ou non attribuable.                                   | Non attribué ou non attribuable.                                   | Non attribué ou non attribuable.                          | |
| 06 40 04 0                 | Globalstar Europe                                                  |                                                                    | 24 novembre 2023                                                   | 23-2649                                                   | |
| 06 40 04 1                 | Globalstar Europe                                                  |                                                                    | 24 novembre 2023                                                   | 23-2649                                                   | |
| 06 40 04 2                 | Globalstar Europe                                                  |                                                                    | 24 novembre 2023                                                   | 23-2649                                                   | |
| 06 40 04 3                 | Non attribué ou non attribuable.                                   | Non attribué ou non attribuable.                                   | Non attribué ou non attribuable.                                   | Non attribué ou non attribuable.                          | |
| 06 40 04 4                 | Globalstar Europe                                                  |                                                                    | 24 novembre 2023                                                   | 23-2649                                                   | |
| 06 40 04 5                 | Globalstar Europe                                                  |                                                                    | 24 novembre 2023                                                   | 23-2649                                                   | |
| 06 40 04 6                 | Globalstar Europe                                                  |                                                                    | 24 novembre 2023                                                   | 23-2649                                                   | |
| 06 40 04 7                 | Globalstar Europe                                                  |                                                                    | 24 novembre 2023                                                   | 23-2649                                                   | |
| 06 40 04 8                 | Globalstar Europe                                                  |                                                                    | 24 novembre 2023                                                   | 23-2649                                                   | |
| 06 40 04 9                 | Globalstar Europe                                                  |                                                                    | 24 novembre 2023                                                   | 23-2649                                                   | |
| 06 40 05                   | Coriolis Télécom (Altice France)                                   | SFR                                                                | 27 mai 2010                                                        | 10-0622                                                   | |
| 06 40 06                   | Coriolis Télécom (Altice France)                                   | SFR                                                                | 27 mai 2010                                                        | 10-0622                                                   | |
| 06 40 07                   | Coriolis Télécom (Altice France)                                   | SFR                                                                | 27 mai 2010                                                        | 10-0622                                                   | |
| 06 40 08                   | Coriolis Télécom (Altice France)                                   | SFR                                                                | 27 mai 2010                                                        | 10-0622                                                   | |
| 06 40 09                   | Coriolis Télécom (Altice France)                                   | SFR                                                                | 27 mai 2010                                                        | 10-0622                                                   | |
| 06 41 (0 à 5)              | La Poste Mobile                                                    | SFR                                                                | 26 juillet 2011                                                    | 11-0921                                                   | |
| 06 41 60 à 06 41 61        | Bouygues Telecom                                                   | Bouygues Telecom                                                   | 1er octobre 2024                                                   | 24-2129                                                   | |
| 06 41 64                   | Legos                                                              | SFR                                                                | 11 mai 2010                                                        | 10-0568                                                   | |
| 06 41 66 à 06 41 69        | Bouygues Telecom                                                   | Bouygues Telecom                                                   | 1er octobre 2024                                                   | 24-2129                                                   | |
| 06 41 7                    | Bouygues Telecom                                                   | Bouygues Telecom                                                   | 1er octobre 2024                                                   | 24-2129                                                   | |
| 06 41 (8 et 9)             | La Poste Mobile                                                    | SFR                                                                | 7 juin 2011                                                        | 11-0701                                                   | |
| 06 42                      | Orange France                                                      | Orange France                                                      | 1er janvier 2017                                                   | 16-1702                                                   | |
| 06 43                      | Orange France                                                      | Orange France                                                      | 1er janvier 2017                                                   | 16-1702                                                   | |
| 06 44 0                    | La Poste Mobile                                                    | SFR                                                                | 7 juin 2011                                                        | 11-0701                                                   | |
| 06 44 (1 à 3)              | Orange France                                                      | Orange France                                                      | 1er janvier 2017                                                   | 16-1702                                                   | |
| 06 44 (4 à 6)              | Transatel                                                          | Orange                                                             | 13 juillet 2006                                                    | 06-0716                                                   | |
| 06 44 (7 à 9)              | La Poste Mobile                                                    | SFR                                                                | 9 décembre 2010                                                    | 10-1310                                                   | |
| 06 45                      | Orange France                                                      | Orange France                                                      | 1er janvier 2017                                                   | 16-1702                                                   | |
| 06 46                      | SFR                                                                | SFR                                                                | 27 mars 2008                                                       | 08-0375                                                   | |
| 06 47                      | Orange France                                                      | Orange France                                                      | 1er janvier 2017                                                   | 16-1702                                                   | |
| 06 48                      | Orange France                                                      | Orange France                                                      | 1er janvier 2017                                                   | 16-1702                                                   | |
| 06 49 (0 à 4)              | Omea Telecom                                                       | SFR et Orange                                                      | 2 juillet 2009                                                     | 09-0574                                                   | |
| 06 49 (51 à 59)            | Omea Telecom                                                       | SFR et Orange                                                      | 27 juillet 2010                                                    | 10-0905                                                   | |
| 06 49 (6 à 8)              | Omea Telecom                                                       | SFR et Orange                                                      | 27 juillet 2010                                                    | 10-0905                                                   | |
| 06 49 (90 et 91)           | IC Telecom                                                         | Bouygues Telecom                                                   | 27 mai 2010                                                        | 10-0620                                                   | |
| 06 49 (92 et 93)           | Omea Telecom                                                       | SFR et Orange                                                      | 27 juillet 2010                                                    | 10-0905                                                   | |
| 06 49 (95 et 98)           | Prixtel                                                            | SFR                                                                | 26 novembre 2009                                                   | 09-1016                                                   | |
| 06 49 99                   | LTI Telecom                                                        | SFR                                                                | 23 juin 2011                                                       | 11-0764                                                   | |
| 06 50                      | Bouygues Telecom                                                   | Bouygues Telecom                                                   | 12 juillet 2005                                                    | 05-0649                                                   | |
| 06 51                      | Free Mobile                                                        | Free Mobile                                                        | 23 février 2010                                                    | 10-0261                                                   | |
| 06 52                      | Free Mobile                                                        | Free Mobile                                                        | 23 février 2010                                                    | 10-0261                                                   | |
| 06 53 (0 à 4)              | Bouygues Telecom                                                   | Bouygues Telecom                                                   | 1er janvier 2019                                                   | 18-1697                                                   | Numéros MSRN |
| 06 53 (5 à 9)              | Free Mobile                                                        | Free Mobile                                                        | 23 février 2010                                                    | 10-0263                                                   | Numéros de ré-acheminement des communications entrantes vers les réseaux mobiles sur le territoire métropolitain (Numéros MSRN) |
| 06 54                      | Orange France                                                      | Orange France                                                      | 1er janvier 2017                                                   | 16-1702                                                   | Numéros MSRN |
| 06 55                      | SFR                                                                | SFR                                                                | 8 décembre 2011                                                    | 11-1436 99-480                                            | Numéros de ré-acheminement des communications entrantes vers les réseaux mobiles sur le territoire métropolitain (Numéros MSRN) |
| 06 56 (66 à 69)            | Prixtel                                                            | SFR                                                                | 5 mai 2011                                                         | 11-0501                                                   | |
| 06 56 (7 et 8)             | La Poste Mobile                                                    | SFR                                                                | 30 novembre 2021                                                   | 21-2613                                                   | |
| 06 58                      | Bouygues Telecom                                                   | Bouygues Telecom                                                   | 25 octobre 2007                                                    | 07-0924                                                   | |
| 06 59                      | Bouygues Telecom                                                   | Bouygues Telecom                                                   | 19 juin 2023                                                       | 23-1397                                                   | |
| 06 (60 à 62)               | Bouygues Telecom                                                   | Bouygues Telecom                                                   | 28 septembre 2017                                                  | 17-1164                                                   | |
| 06 63 à 66 (sauf 65 et 67) | Bouygues Telecom                                                   | Bouygues Telecom                                                   | 20 décembre 2018                                                   | 18-1697                                                   | |
| 06 65                      | Bouygues Telecom                                                   | Bouygues Telecom                                                   | 13 décembre 2019                                                   | 19-1907                                                   | |
| 06 67                      | Bouygues Telecom                                                   | Bouygues Telecom                                                   | 16 juin 1999                                                       | 99-495                                                    | |
| 06 68                      | Bouygues Telecom                                                   | Bouygues Telecom                                                   | 28 septembre 2017                                                  | 17-1164                                                   | |
| 06 69 (0 à 7)              | Bouygues Telecom                                                   | Bouygues Telecom                                                   | 16 mars 2006                                                       | 06-0355                                                   | |
| 06 69 8                    | SFR                                                                | SFR                                                                | 12 juillet 2011                                                    | 11-0845                                                   | |
| 06 69 9                    | Bouygues Telecom                                                   | Bouygues Telecom                                                   | 16 mars 2006                                                       | 06-0355                                                   | |
| 06 7                       | Orange France                                                      | Orange France                                                      | 1er janvier 2017                                                   | 16-1702                                                   | |
| 06 8                       | Orange France                                                      | Orange France                                                      | 1er janvier 2017                                                   | 16-1702                                                   | Le 06 89 00 40 00 est utilisé comme SMSC                                                                                        |
| 06 (90 et 91)              | Guadeloupe, Saint-Martin et Saint-Barthélemy (+590)                | Guadeloupe, Saint-Martin et Saint-Barthélemy (+590)                | Guadeloupe, Saint-Martin et Saint-Barthélemy (+590)                | 21-0532                                                   | Plan de numérotation : attribué à la Guadeloupe, Saint-Martin et Saint-Barthélemy (+590)                                        |
| 06 91 (29 et 30)           | Digicel Antilles Françaises Guyane                                 | Digicel                                                            | 19 mai 2016                                                        | 16-0679                                                   | Guadeloupe (+590) |
| 06 (92 et 93)              | La Réunion, Mayotte et autres territoires de l’Océan Indien (+262) | La Réunion, Mayotte et autres territoires de l’Océan Indien (+262) | La Réunion, Mayotte et autres territoires de l’Océan Indien (+262) | 21-0532                                                   | Plan de numérotation : attribué à La Réunion, Mayotte et autres territoires de l’Océan Indien (+262)                            |
| 06 94                      | Guyane (+594)                                                      | Guyane (+594)                                                      | Guyane (+594)                                                      | 21-0532                                                   | Plan de numérotation : attribué à la Guyane (+594)                                                                              |
| 06 94 (00 à 04)            | Outremer Telecom                                                   | Outremer Telecom                                                   | 8 novembre 2005 25 mars 2021 28 mars 2023                          | 05-0963 21-0543 23-0714                                   | Guyane (+594) |
| 06 94 (05 à 07)            | Outremer Telecom                                                   | Outremer Telecom                                                   | 22 janvier 2009                                                    | 09-0063                                                   | Guyane (+594) |
| 06 94 (08 et 09)           | Digicel Antilles Françaises Guyane                                 | Digicel                                                            | 19 mai 2016                                                        | 16-0679                                                   | Guyane (+594) |
| 06 95                      | Free Mobile                                                        | Free Mobile                                                        | 23 février 2010                                                    | 10-0261                                                   | |
| 06 96                      | Martinique (+596)                                                  | Martinique (+596)                                                  | Martinique (+596)                                                  | 21-0532                                                   | Plan de numérotation : attribué à la Martinique (+596)                                                                          |
| 06 97 (0 à 26)             | Martinique (+596)                                                  | Martinique (+596)                                                  | Martinique (+596)                                                  | 21-0532                                                   | Plan de numérotation : attribué à la Martinique (+596)                                                                          |
| 06 97 27                   | Digicel Antilles Françaises Guyane                                 | Digicel                                                            | 19 mai 2016                                                        | 16-0679                                                   | Martinique (+596) |
| 06 97 (28 à 99)            | Martinique (+596)                                                  | Martinique (+596)                                                  | Martinique (+596)                                                  | 21-0532                                                   | Plan de numérotation : attribué à la Martinique (+596)                                                                          |
| 06 98                      | Bouygues Telecom                                                   | Bouygues Telecom                                                   | 20 janvier 2021                                                    | 21-0080                                                   | |
| 06 99                      | Bouygues Telecom                                                   | Bouygues Telecom                                                   | 13 décembre 2019                                                   | 19-1907                                                   | |

### Les 07
| Préfixe                 | Opérateur                       | Réseau radio                    | Date d'attribution              | [PDF] Décision de l'Arcep | Détails                                                                                          |
| ----------------------- | ------------------------------- | ------------------------------- | ------------------------------- | ------------------------- | ------------------------------------------------------------------------------------------------ |
| 07 (0 à 39)             | Non attribué ou non attribuable | Non attribué ou non attribuable | Non attribué ou non attribuable | Outil Arcep               | Bloc "disponible"                                                                                |
| 07 (40 à 42)            | France métropolitaine (+33)     | France métropolitaine (+33)     | France métropolitaine (+33)     | 21-0532                   | Plan de numérotation : attribué à la France métropolitaine (+33) Outil Arcep : Bloc "disponible" |
| 07 43 27 à 07 43 35     | Bouygues Telecom                | Bouygues Telecom                | 1er octobre 2024                | 24-2129                   |                                                                                                  |
| 07 43 44 6 à 07 43 44 8 | Bouygues Telecom                | Bouygues Telecom                | 1er octobre 2024                | 24-2129                   |                                                                                                  |
| 07 43 46 6 à 07 43 46 7 | Bouygues Telecom                | Bouygues Telecom                | 1er octobre 2024                | 24-2129                   |                                                                                                  |
| 07 43 47 9              | Bouygues Telecom                | Bouygues Telecom                | 1er octobre 2024                | 24-2129                   |                                                                                                  |
| 07 43 48 0              | Bouygues Telecom                | Bouygues Telecom                | 1er octobre 2024                | 24-2129                   |                                                                                                  |
| 07 43 49 6 à 07 43 49 9 | Bouygues Telecom                | Bouygues Telecom                | 1er octobre 2024                | 24-2129                   |                                                                                                  |
| 07 (46 et 47)           | Non attribué ou non attribuable | Non attribué ou non attribuable | Non attribué ou non attribuable | Outil Arcep               | Bloc "disponible"                                                                                |
| 07 48 70                | Bouygues Telecom                | Bouygues Telecom                | 1er octobre 2024                | 24-2129                   |                                                                                                  |
| 07 48 74                | Bouygues Telecom                | Bouygues Telecom                | 1er octobre 2024                | 24-2129                   |                                                                                                  |
| 07 48 95 à 07 48 99     | Bouygues Telecom                | Bouygues Telecom                | 1er octobre 2024                | 24-2129                   |                                                                                                  |
| 07 49                   | Free Mobile                     | Free Mobile                     | 15 mars 2021                    | 21-0457                   |                                                                                                  |
| 07 50 0                 | Bouygues Telecom                | Bouygues Telecom                | 1er octobre 2024                | 24-2129                   |                                                                                                  |
| 07 50 1                 | BuzzMobile                      | SFR                             | 20 octobre 2011                 | 11-1224                   |                                                                                                  |
| 07 50 (2 à 4)           | SFR                             | SFR                             | 22 septembre 2016               | 16-1218                   |                                                                                                  |
| 07 50 50 à 07 50 53     | Bouygues Telecom                | Bouygues Telecom                | 1er octobre 2024                | 24-2129                   |                                                                                                  |
| 07 50 57 à 07 50 58     | Bouygues Telecom                | Bouygues Telecom                | 1er octobre 2024                | 24-2129                   |                                                                                                  |
| 07 50 60                | Bouygues Telecom                | Bouygues Telecom                | 1er octobre 2024                | 24-2129                   |                                                                                                  |
| 07 50 (61 à 69)         | Orange France                   | Orange France                   | 1er janvier 2017                | 16-1702                   |                                                                                                  |
| 07 50 70                | Bouygues Telecom                | Bouygues Telecom                | 1er octobre 2024                | 24-2129                   |                                                                                                  |
| 07 50 (71 et 72)        | iMC Mobile                      | Orange France                   | 20 décembre 2011                | 11-1496                   |                                                                                                  |
| 07 50 (8 et 9)          | SFR                             | SFR                             | 22 septembre 2016               | 16-1218                   |                                                                                                  |
| 07 51 (0 à 2)           | LycaMobile                      | Bouygues Telecom                | 17 mars 2011                    | 11-0300                   |                                                                                                  |
| 07 51 (3 à 5)           | LycaMobile                      | Bouygues Telecom                | 26 avril 2011                   | 11-0437                   |                                                                                                  |
| 07 51 6                 | SFR                             | SFR                             | 22 septembre 2016               | 16-1218                   |                                                                                                  |
| 07 52 (00 et 01)        | LTI Telecom                     | SFR                             | 24 mai 2011                     | 11-0640                   |                                                                                                  |
| 07 52 (02 à 06)         | Prixtel                         | SFR                             | 19 mars 2013                    | 13-0414                   |                                                                                                  |
| 07 52 (1 à 5)           | Lebara Mobile                   | Bouygues Telecom                | 20 mars 2012                    | 12-0387                   |                                                                                                  |
| 07 53                   | LycaMobile                      | Bouygues Telecom                | 17 janvier 2012                 | 12-0003                   |                                                                                                  |
| 07 54 32                | Bouygues Telecom                | Bouygues Telecom                | 1er octobre 2024                | 24-2129                   |                                                                                                  |
| 07 55 (50 à 54)         | Legos                           | Orange France                   | 11 mai 2010                     | 10-0568                   |                                                                                                  |
| 07 55 55                | Bouygues Telecom                | Bouygues Telecom                | 1er octobre 2024                | 24-2129                   |                                                                                                  |
| 07 55 (56 et 57)        | IC Telecom                      | Bouygues Telecom                | 27 mai 2010                     | 10-0620                   |                                                                                                  |
| 07 55 (58 et 59)        | Sisteer                         | SFR                             | 3 mars 2011                     | 11-0216                   |                                                                                                  |
| 07 55 66 à 07 55 68     | Bouygues Telecom                | Bouygues Telecom                | 1er octobre 2024                | 24-2129                   |                                                                                                  |
| 07 55 69                | Sisteer                         | SFR                             | 3 mars 2011                     | 11-0216                   |                                                                                                  |
| 07 56 02                | Bouygues Telecom                | Bouygues Telecom                | 1er octobre 2024                | 24-2129                   |                                                                                                  |
| 07 56 10 1 à 07 56 10 2 | Bouygues Telecom                | Bouygues Telecom                | 1er octobre 2024                | 24-2129                   |                                                                                                  |
| 07 56 16                | Bouygues Telecom                | Bouygues Telecom                | 1er octobre 2024                | 24-2129                   |                                                                                                  |
| 07 57 (07 et 17)        | Keyyo                           | SFR et Orange                   | 12 mai 2011                     | 11-0534                   |                                                                                                  |
| 07 57 (50 à 56)         | Coriolis Télécom                | SFR                             | 27 mai 2010                     | 10-0622                   |                                                                                                  |
| 07 57 (57 et 58)        | Sisteer                         | SFR                             | 20 mai 2010                     | 10-0603                   |                                                                                                  |
| 07 57 59                | Acropolis Telecom               | SFR                             | 1er juillet 2010                | 10-0772                   |                                                                                                  |
| 07 57 (60 à 66)         | Sisteer                         | SFR                             | 3 mars 2011                     | 11-0216                   |                                                                                                  |
| 07 57 67                | Sisteer                         | SFR                             | 20 mai 2010                     | 10-0603                   |                                                                                                  |
| 07 57 (68 et 69)        | Sisteer                         | SFR                             | 3 mars 2011                     | 11-0216                   |                                                                                                  |
| 07 57 (77 et 78)        | Sisteer                         | SFR                             | 20 mai 2010                     | 10-0603                   |                                                                                                  |
| 07 57 87                | Sisteer                         | SFR                             | 20 mai 2010                     | 10-0603                   |                                                                                                  |
| 07 58                   | LycaMobile                      | Bouygues Telecom                | 24 juillet 2012                 | 12-0986                   |                                                                                                  |
| 07 59                   | Mundio Mobile                   | SFR                             | 24 avril 2012                   | 12-0490                   |                                                                                                  |
| 07 60 00                | Bouygues Telecom                | Bouygues Telecom                | 2 juillet 2009                  | 09-0572                   |                                                                                                  |
| 07 60 (01 à 09)         | Bouygues Telecom                | Bouygues Telecom                | 14 janvier 2010                 | 10-0046                   |                                                                                                  |
| 07 60 (1 à 9)           | Bouygues Telecom                | Bouygues Telecom                | 14 janvier 2010                 | 10-0046                   |                                                                                                  |
| 07 61                   | Bouygues Telecom                | Bouygues Telecom                | 25 novembre 2010                | 10-1267                   |                                                                                                  |
| 07 62                   | Bouygues Telecom                | Bouygues Telecom                | 26 avril 2011                   | 11-0439                   |                                                                                                  |
| 07 (63 et 64)           | Bouygues Telecom                | Bouygues Telecom                | 21 juillet 2011                 | 11-0860                   |                                                                                                  |
| 07 66 (0 à 8)           | Free Mobile                     | Free Mobile                     | 29 mars 2018                    | 18-0368                   |                                                                                                  |
| 07 66 9                 | Free Mobile                     | Free Mobile                     | 8 septembre 2016                | 16-1140                   |                                                                                                  |
| 07 67                   | Free Mobile                     | Free Mobile                     | 8 septembre 2016                | 16-1140                   |                                                                                                  |
| 07 (68 et 69)           | Free Mobile                     | Free Mobile                     | 28 juillet 2015                 | 15-0926                   |                                                                                                  |
| 07 70 (0 à 4)           | Omea Telecom                    | SFR et Orange                   | 27 juillet 2010                 | 10-0905                   |                                                                                                  |
| 07 70 (5 à 9)           | NRJ Mobile                      | Bouygues Telecom                | 18 mars 2010                    | 10-0320                   |                                                                                                  |
| 07 71 (0 à 2)           | NRJ Mobile                      | Bouygues Telecom                | 17 janvier 2012                 | 12-0005                   |                                                                                                  |
| 07 75 7                 | Free Mobile                     | Free Mobile                     | 29 mars 2018                    | 18-0368                   |                                                                                                  |
| 07 77                   | SFR                             | SFR                             | 3 septembre 2009                | 09-0693                   |                                                                                                  |
| 07 78                   | SFR                             | SFR                             | 26 avril 2011                   | 11-0438                   |                                                                                                  |
| 07 79                   | SFR                             | SFR                             | 13 février 2012                 | 12-0363                   |                                                                                                  |
| 07 80 0                 | Afone                           | SFR                             | 23 février 2010                 | 10-0202                   |                                                                                                  |
| 07 80 (1 à 6)           | Afone                           | SFR                             | 13 mars 2012                    | 12-0364                   |                                                                                                  |
| 07 81                   | Free Mobile                     | Free Mobile                     | 24 juillet 2012                 | 12-0981                   |                                                                                                  |
| 07 82                   | Free Mobile                     | Free Mobile                     | 24 juillet 2012                 | 12-0981                   |                                                                                                  |
| 07 83                   | Free Mobile                     | Free Mobile                     | 24 juillet 2012                 | 12-0981                   |                                                                                                  |
| 07 84 (0 à 5)           | Orange France                   | Orange France                   | 1er janvier 2017                | 16-1702                   |                                                                                                  |
| 07 84 9                 | Bouygues Telecom                | Bouygues Telecom                | 1er octobre 2024                | 24-2129                   |                                                                                                  |
| 07 85                   | Orange France                   | Orange France                   | 1er janvier 2017                | 16-1702                   |                                                                                                  |
| 07 86                   | Orange France                   | Orange France                   | 1er janvier 2017                | 16-1702                   |                                                                                                  |
| 07 87                   | Orange France                   | Orange France                   | 1er janvier 2017                | 16-1702                   |                                                                                                  |
| 07 88                   | Orange France                   | Orange France                   | 1er janvier 2017                | 16-1702                   |                                                                                                  |
| 07 89                   | Orange France                   | Orange France                   | 1er janvier 2017                | 16-1702                   |                                                                                                  |
| 07 9                    | Outre-mer                       | Outre-mer                       | Outre-mer                       | 21-0532                   | Numéros de réserve pour la France d'outre-mer Outil Arcep : Bloc "disponible"                    |